# Maria T. Abreu
María Teresa Abreu (West New York, 1966) es una gastroenteróloga estadounidense especializada en enfermedad inflamatoria intestinal. Fue incluida en la Academia de Ciencias, Ingeniería y Medicina de Florida por "su investigación para avanzar en la comprensión de las asociaciones genotipo-fenotipo en el monitoreo de fármacos terapéuticos en enfermedades inflamatorias del intestino".

## Biografía

### Primeros años
Nació en West New York, Nueva Jersey, en 1966, dentro del seno de una familia de padres inmigrantes cubanos. Vivió en Nueva Jersey hasta los 13 años, cuando su familia se mudó a Miami.
Se graduó de Miami Sunset Senior High School en 1984y recibió una beca de $1000 de la Feria Estatal de Ciencias e Ingeniería. Después de la preparatoria, se asistió a la Escuela de Medicina Miller de la Universidad de Miami y completó su residencia en medicina interna en el Hospital Brigham and Women's y su beca de gastroenterología en la Escuela de Medicina David Geffen de la UCLA.

### Carrera
En 2008, Abreu regresó a la Universidad de Miami, donde se desempeñó como jefa de gastroenterología de 2008 a 2016. Mientras desempeñaba este cargo, puso en funcionamiento la "Base de datos de fenotipos clínicos y el repositorio de tejidos del Centro de EII de la Universidad de Miami".  Como resultado de su investigación, Abreu fue incorporada a la Sociedad Estadounidense de Investigación Clínica  y a la Asociación de Médicos Estadounidenses . 
Durante la pandemia de COVID-19, inició un estudio sobre si el tratamiento para la Enfermedad inflamatoria intestinal (EII), o si el vivir con el trastorno, podría aumentar el riesgo de un paciente de infectarse con el nuevo coronavirus. Su equipo de investigación realizó experimentos en ratones que presentaban inflamación asociada con colitis, donde no pudieron localizar ningún aumento en la presencia de ACE2 (enzima convertidora 2) o TMPRSS2 (serina proteasa transmembrana 2). Más tarde ese año, también publicó un estudio que encontró que las dietas bajas en grasas y altas en fibra podrían mejorar la calidad de vida de los pacientes con colitis ulcerosa. En 2019, recibió el Premio Sherman a la Excelencia en Crohn y Colitis.
En 2021, fue incorporada a la Academia de Ciencias, Ingeniería y Medicina de Florida por su investigación para promover la comprensión de las asociaciones genotipo-fenotipo en la monitorización de fármacos terapéuticos en enfermedades inflamatorias intestinales. También recibió el premio Lifetime Disruptor 2020 del Colegio Americano de Gastroenterología.